# 14К
14К (十四K) — одна из самых многочисленных и влиятельных триад Гонконга. По одной из версий, название происходит от 14-и членов, стоявших у истоков организации; по другой — от адреса штаб-квартиры в Кантоне; по третьей — от 14-каратного золота.

## История
Триада создана в 1945 году в Гуанчжоу как антикоммунистическая организация. В конце 40-х годов гоминьдановская охранка в целях сопротивления коммунистам объединила все подконтрольные ей тайные общества, создав «Чжунъихуэй» («Союз верности и справедливости») во главе с генерал-лейтенантом Гэ Чжаохуаном (Кот Сювонгом); гонконгское отделение союза под названием «Хунфаншань» («Гора справедливости Хун») объединяло несколько крупных местных триад. После гражданской войны и бегства гоминьдановцев из Китая штаб-квартира «Чжунъихуэй» в 1949 году была перенесена из Гуанчжоу в Гонконг, а в состав союза вошли многие военные и гражданские лица, которые к собственно тайным обществам не имели никакого отношения. Поэтому название союза пришлось сменить на «Ассоциацию 14» (позже сократилось до «14К»).
Вплоть до 1953 года гоминьдановским союзом тайных обществ руководил Гэ Чжаохуан, пытавшийся придать организации политическую окраску. После его смерти союз возглавил Ен Сикхо (родился в 1929 году в Гуандуне), а «14К» окончательно превратилась во влиятельный преступный синдикат, который опасались даже члены других триад. «14К» заняла пустующие земли в Коулуне и на Новых Территориях, где селились переселенцы из Китая, а также активно включилась в торговлю наркотиками и рэкет предпринимателей. Ен Сикхо по прозвищу «Хромой», осевший в Гонконге в 1950 году и ещё до вступления в тайное общество владевший в Коулуне фруктовой лавкой, где приторговывал героином, быстро сделал карьеру в триаде «Во», а затем сдал конкурентов «14К».
В октябре 1956 года члены «14К» и тайваньские агенты спровоцировали в Коулуне манифестации, переросшие в массовые погромы торговых фирм и магазинов, продававших товары из Китая, левых профсоюзов, поджоги машин и грабежи частных домов (в результате беспорядков были убиты сотни людей, власти в течение недели задержали более 5 тыс. человек). В 1960 году полиция устраивает обыск в лавке Ен Сикхо и отправляет его на год в тюрьму. Бизнес «Хромого» переходит его жене Чэн Ютин, которая обзаводится рисовым магазином и чайной, но вскоре после освобождения мужа она отправляется за решётку на три года. В начале 1965 года Ен Сикхо вновь арестовывают и за участие в тайном обществе осуждают на два года.
После выхода на свободу Ен Сикхо и Чэн Ютин создают из числа родственников и членов триад консорциум, что позволяет им покупать наркотики непосредственно в Бангкоке по оптовым ценам, а также организовать в Гонконге и Макао лаборатории по очистке опиума.
Уже в конце 60-х на долю четы приходилось 30-40 млн долл. чистой прибыли ежегодно. Деньги они вкладывали в покупку фешенебельных квартир, которые затем сдавали в аренду, трёх особняков (Ен Сикхо поселился в одном из них, на Кент-роуд в Коулуне) и сети китайских ресторанов.
Кроме того, Ен Сикхо контролировал подпольные казино и сеть уличных киосков, через которые гангстеры распространяли наркотики, порнографию и контрабандные товары. Лично на него работало более 1,2 тыс. человек, в том числе несколько десятков полицейских и чиновников. В 1973 году была проведена крупномасштабная кампания против тайных обществ, полиция задержала около 1,7 тыс. человек. В том же году были закрыты четыре подпольных казино Ен Сикхо, через которые велась торговля наркотиками. Несколько владельцев джонок, считая себя обманутыми синдикатом Хромого, сообщили полиции о системе транспортировки наркотиков из Таиланда, в результате чего были конфискованы крупные партии опиума и эта сеть распалась.
В феврале 1974 года по приказу Ен Сикхо за утаивание части груза был убит крупный контрабандист Лю Фатхэй, перевозивший на своём траулере опиум из Макао в Гонконг. Летом 1974 года один из родственников Ен Сикхо, ранее перевозивший для него опиум из Таиланда, сдал босса полиции и того по возвращении из Тайваня арестовали. Начавшийся в апреле 1975 года процесс продолжался пять недель и закончился приговором Ен Сикхо к 30 годам заключения. По его делу также были осуждены начальник отдела по борьбе с наркотиками Норманн Темпл и главный комиссар полиции Гоббер, а в июле 1975 года по доносу была арестована Чэн Ютин.
В марте 1975 года в Амстердаме трое киллеров застрелили лидера голландского ответвления «14К» Чун Мона по прозвищу «Единорог». Родившийся в провинции Гуандун в семье хакка, Чун Мон стал первым китайским преступным боссом в Европе и контролировал крупные каналы поставки героина. Кроме того, он был председателем «Ассоциации заморских китайцев Голландии», имел обширные связи в голландской полиции (которой сдавал своих конкурентов) и на Тайване. Считается, что убить Чун Мона приказал Лимпи Хо (Нг Сикхо) — босс конкурирующей гонконгской группировки «Чаочжоубан».
Вскоре Чун Мона сменил прибывший из Гонконга Чан Юэнмук по кличке «Мо Дэдун» (прозванный так за сходство с Мао Цзэдуном). Он попытался монополизировать поставки героина в Амстердам, но в марте 1976 года, в годовщину убийства Чун Мона, был застрелен возле клуба боевиками местной китайской группировки «А-конг», которая вскоре потеснила «14К» в Нидерландах.
В 90-х годах «14К» считалась крупнейшей триадой в мире. В этот период под предводительством босса Ван Куок-коя по прозвищу «Сломанный зуб Кой», который руководил ответвлением «14К» в Макао, триада вела ожесточённую войну с конкурентами из «Шуйфонг». В 1999 году суд Макао приговорил Ван Куок-коя к 15-и годам тюремного заключения, а семеро его сообщников получили меньшие сроки . Спасаясь от полицейского прессинга, «14К» вышла за пределы Гонконга и обзавелась крепкими позициями в юго-восточном Китае, Америке и Европе, одновременно ещё больше уйдя в тень. В 2008 году члены «14К» оказались причастны к похищению китайской семьи с целью получения выкупа в Новой Зеландии (семью разыскали до того, как деньги были выплачены).

## Организационная структура
По состоянию на 2010 год «14К» насчитывала в своих рядах более 20 тыс. членов, объединённых в тридцать подгрупп. Наибольшую активность триада проявляет в Гонконге, Макао, Китае (Гуандун и Фуцзянь), Тайване, Таиланде, Малайзии, Японии, США (Лос-Анджелес, Сан-Франциско и Чикаго), Канаде (Ванкувер, Торонто и Калгари), Австралии (Сидней), Новой Зеландии, Великобритании (Лондон) и Нидерландах (Амстердам). По сравнению с другими триадами, «14К» считается одной из самых жестоких и менее централизованных преступных группировок Гонконга.
«14К» контролирует оптовые каналы поставок героина и опия из Юго-Восточной Азии в Китай, Северную Америку и Европу. Также триада занимается азартными играми, ростовщичеством, отмыванием денег, торговлей оружием и контрафактной продукцией, сутенёрством, торговлей людьми (незаконной иммиграцией), рэкетом, грабежами, поджогами, заказными убийствами, похищением людей с целью получения выкупа и мошенничеством. Под контролем боевиков «14К» находятся многие увеселительные и торговые заведения в оживлённом районе Цим-Ша-Цуй (округ Яучиммон). Среди основных конкурентов «14К» значатся триады «Сунъион» и «Шуйфонг».

### Основные подгруппы «14К»
- 14K Baai Lo (十四K 湃廬)
- 14K Chung (十四K 忠字堆)
- 14K Chung Yee Tong (十四K 忠義堂)
- 14K Hau (十四K 孝字堆)
- 14K Kim (十四K 劍字堆)
- 14K Lai (十四K 禮字堆)
- 14K Lun (十四K 倫字堆)
- 14K Ngai (十四K 毅字堆)
- 14K Sai Shing Tong (十四K 西勝堂)
- 14K Sai Yee Tong (十四K 西義堂)
- 14K Sat (十四K 實字堆)
- 14K Shun (十四K 信字堆)
- 14K Tai Huen Chai (十四K 大圈仔)
- 14K Tak (十四K 德字堆)
- 14K Yan (十四K 仁字堆)
- 14K Yee (十四K 義字堆)
- 14K Yee Shing Tong (十四K 義勝堂)
- 14K Yung (十四K 勇字堆)

## Руководство
Один из боссов 14К Ван Куок-кой («Сломанный зуб») является влиятельной фигурой среди китайских триад. Под его руководством гангстеры занимаются незаконным оборотом наркотиков, азартными играми, торговлей людьми, рэкетом и кибермошенничеством в Китае, Таиланде и Мьянме. Минфин США в декабре 2020 года ввел санкции против Ван Куок-коя.